# George Marthins
George Marthins  (Chennai, 24 december 1905 – Ottawa, maart 1989) was een Indiaas hockeyer.
Marthins won met de Indiase ploeg de olympische gouden medaille in 1928. In vijf wedstrijden maakte Marthins drie doelpunten.

## Resultaten
- 1928  Olympische Zomerspelen in Amsterdam